# 折壁駅
折壁駅（おりかべえき）は、岩手県一関市室根町折壁にある、東日本旅客鉄道（JR東日本）大船渡線の駅である。
旧室根村の中心駅で、1928年（昭和3年）9月2日から1929年（昭和4年）7月30日までは終着駅であった。

## 歴史
- 1928年（昭和3年）9月2日：開業[3]。
- 1972年（昭和47年）1月1日：貨物の取り扱いを廃止[3]。
- 1984年（昭和59年）2月1日：荷物の扱いを廃止[3]。
- 1986年（昭和61年）11月1日：駅員無配置駅化[4]。被管理駅となり、管理駅から職員派遣。
- 1987年（昭和62年）4月1日：国鉄分割民営化により、JR東日本の駅となる[3]。
- 1992年（平成4年）12月1日：無人化[5]。
- 2007年（平成19年）11月：駅舎を改築[2]。
- 2024年（令和6年）10月1日：えきねっとQチケのサービスを開始[1][6]。

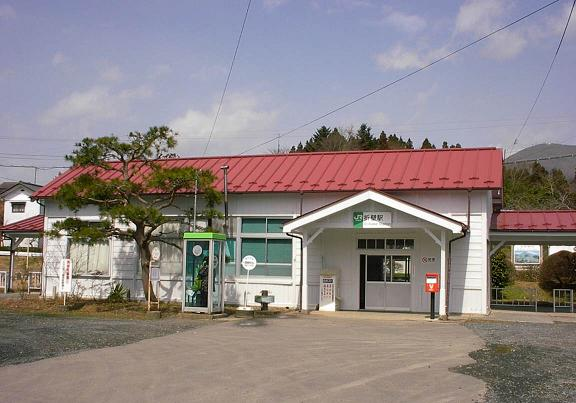
改築前の駅舎（2004年3月）

## 駅構造
相対式ホーム2面2線を有する地上駅である。互いのホームは構内踏切で連絡している。
回廊のある立派な駅舎が残っていたが、現在は取り壊されて、簡素な待合室のみが建っている。かつては有人駅だったが、現在は気仙沼駅管理の無人駅となっている。

### のりば
| ホーム | 路線      | 方向 | 行先       |
| ------ | --------- | ---- | ---------- |
| 駅舎側 | ■大船渡線 | 上り | 一ノ関方面 |
| 反対側 | ■大船渡線 | 下り | 気仙沼方面 |

※番線番号の設定はない。

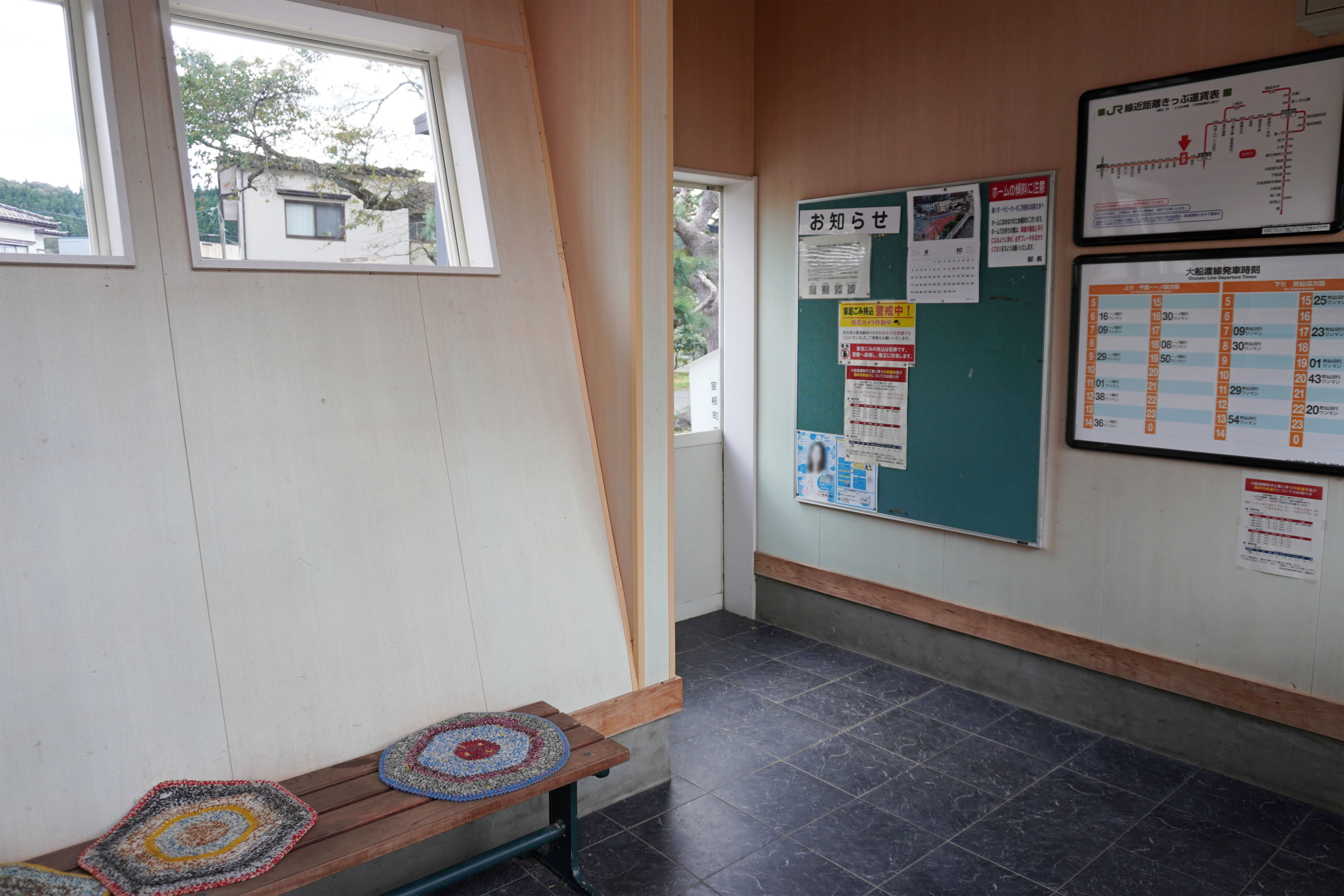
駅舎内（2023年10月）
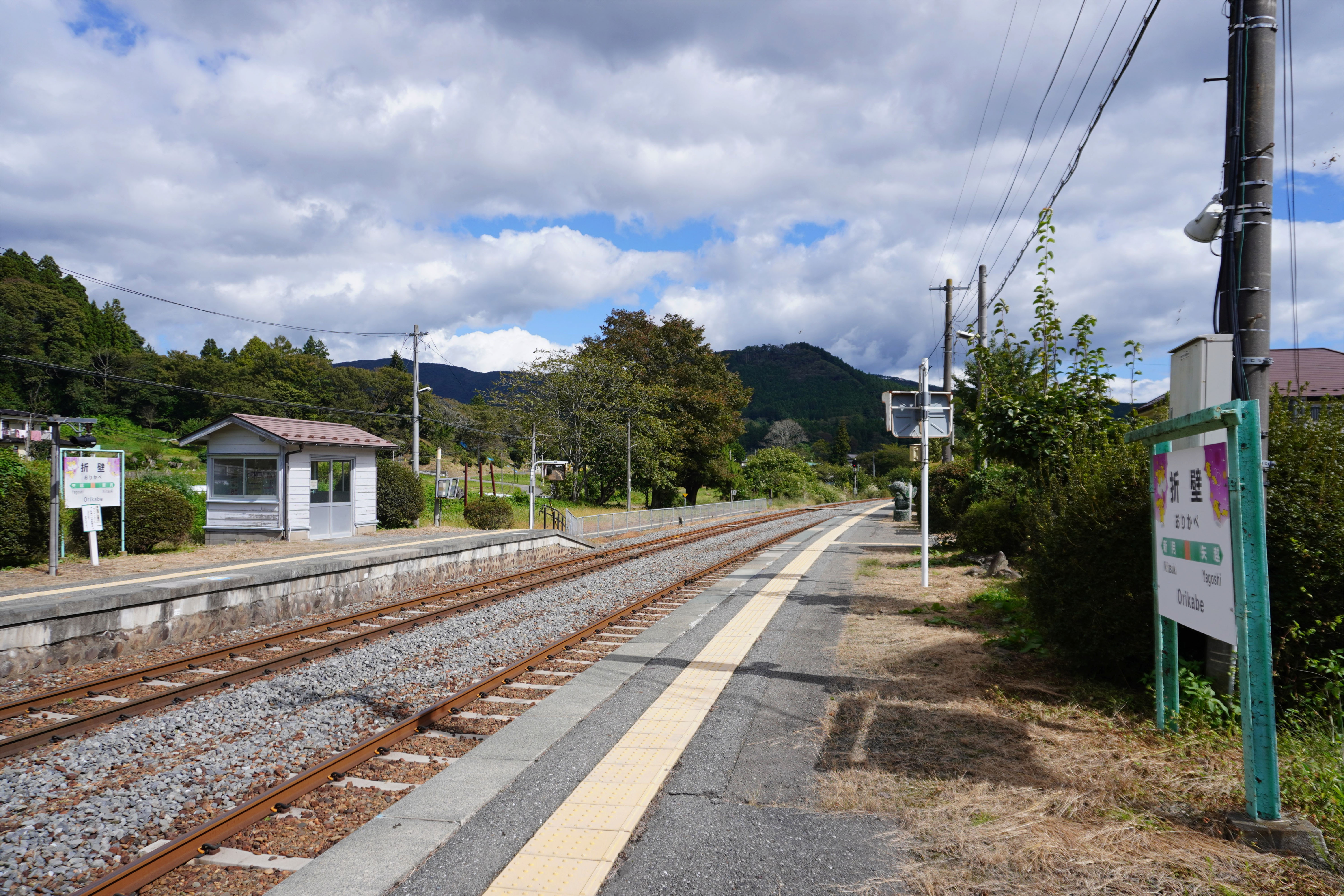
ホーム（2023年10月）
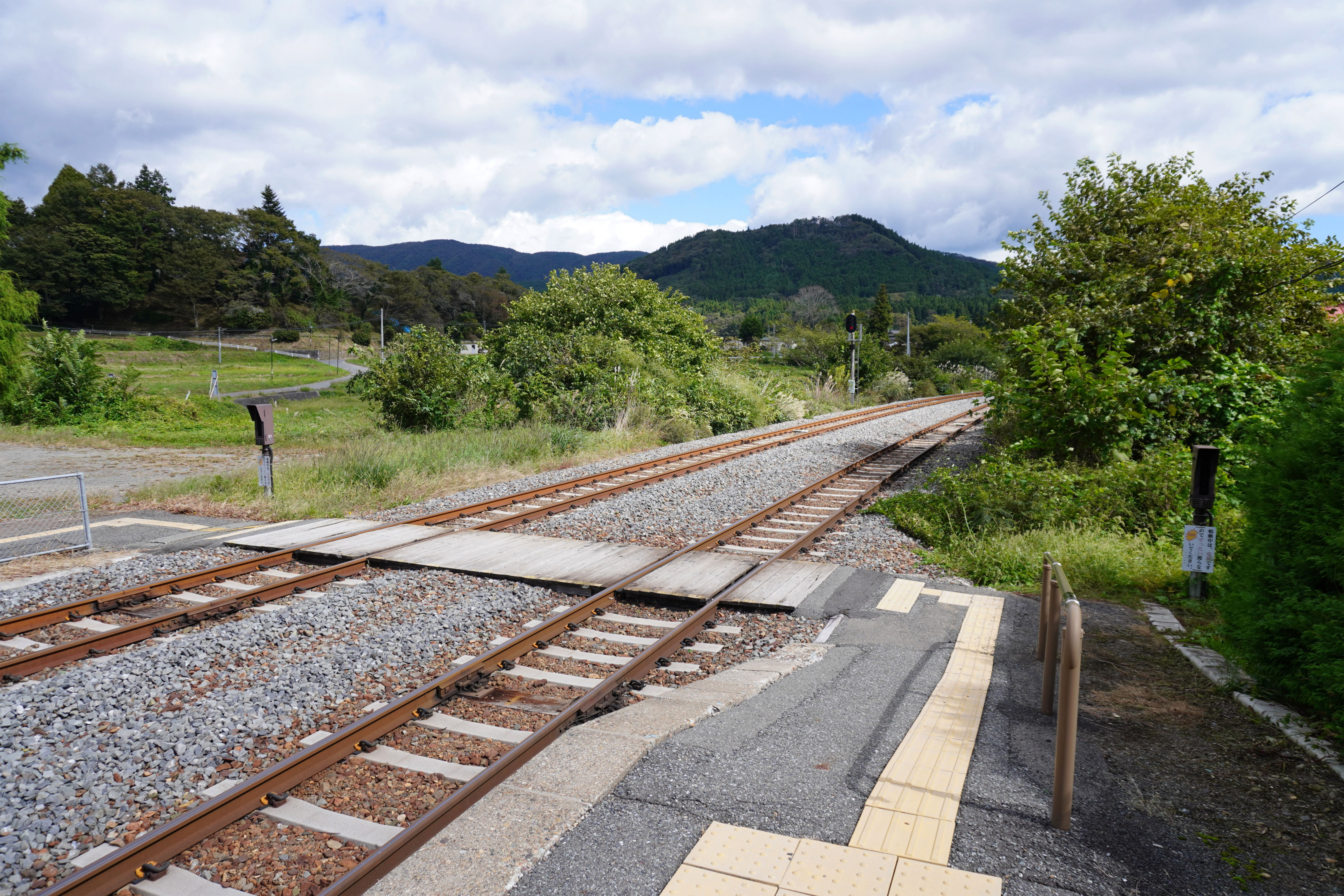
構内踏切（2023年10月）

## 駅周辺
- 一関市役所室根支所（旧・室根村役場）
- 室根郵便局
- 県道136号折壁停車場線
- 県道263号折壁大原線
- 国道284号
- 室根きらめきパーク

## 隣の駅
東日本旅客鉄道（JR東日本）
■大船渡線
- 臨時快速「ポケモントレイン気仙沼号」停車駅

■普通
矢越駅 - 折壁駅 - 新月駅